# Neblo
Neblo je naselje v Občini Brda.